# Vojtech Šimon
Vojtech Šimon (* 29. července 1957) je bývalý slovenský fotbalista, záložník.

## Fotbalová kariéra
V československé lize hrál za Inter Bratislava. Nastoupil v 6 ligových utkáních. Gól v lize nedal.

## Ligová bilance
| Ročník                                   | Zápasy | Góly | Klub             |
| ---------------------------------------- | ------ | ---- | ---------------- |
| 1. československá fotbalová liga 1976/77 | 1      | 0    | Inter Bratislava |
| 1. československá fotbalová liga 1977/78 | 5      | 0    | Inter Bratislava |
| CELKEM                                   | 6      | 0    |                  |